# ネクタリス代
| コペルニクス代     |
| エラトステネス代   |
| 後期インブリウム代 |
| 前期インブリウム代 |
| ネクタリス代       |
| 先ネクタリス代     |

ネクタリス代（ネクタリスだい、Nectarian Period）は、月の地質年代尺度の一つであり、39.2億年前（現在の神酒の海の場所に巨大隕石が衝突した時）から38.5億年前（巨大隕石の衝突によって神酒の海が形成されたとき）までの時代を指す。この期間に、巨大隕石の衝突によって舞い上がった岩石が神酒の海に堆積した。
代の名は神酒の海のラテン名 (Mare Nectaris) に由来する。